# Hirekasavi, Sorab
Hirekasavi là một làng thuộc tehsil Sorab, huyện Shimoga, bang Karnataka, Ấn Độ.